# Prinsesstårta

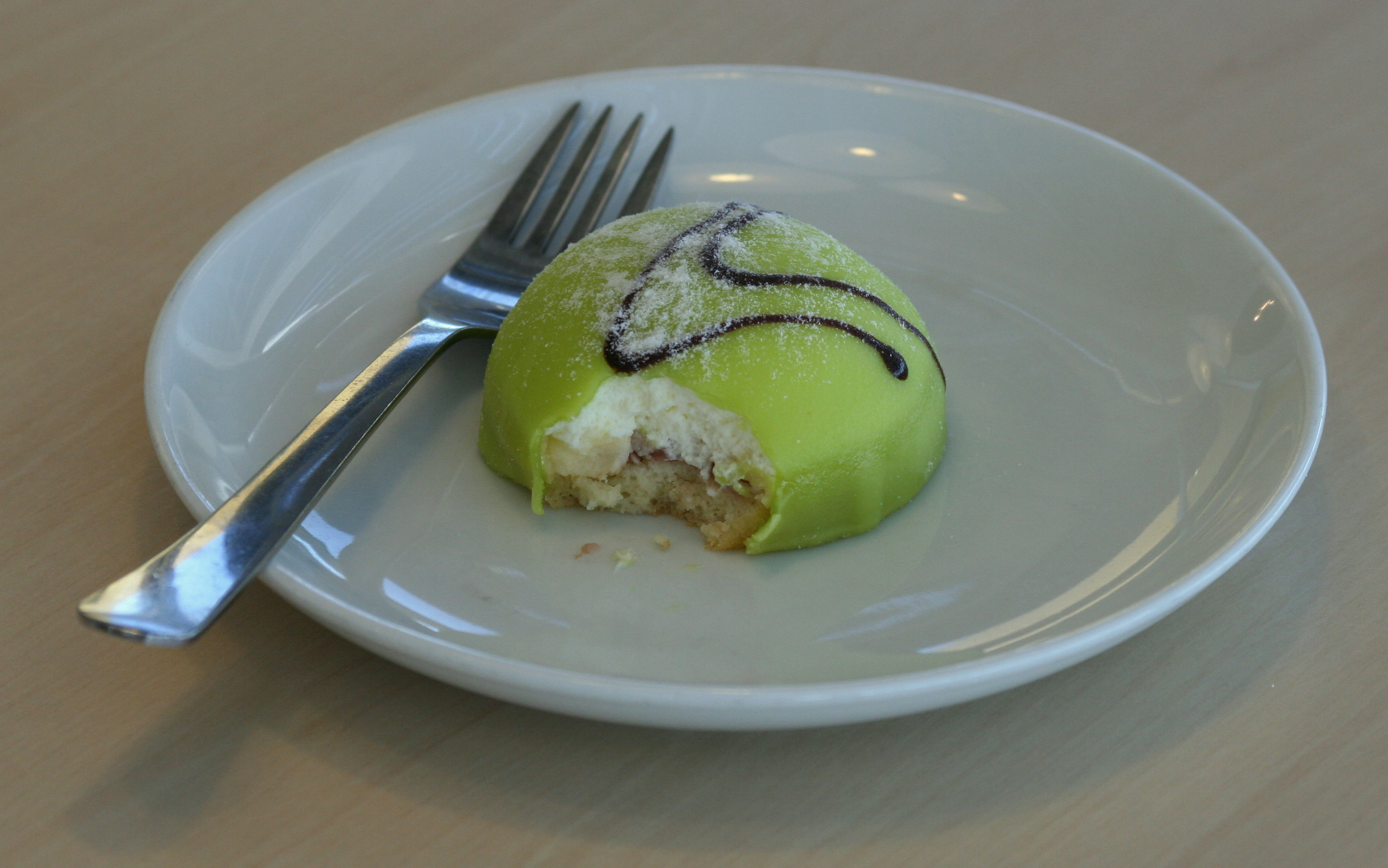
Porción individual de prinsesstårta.

La prinsesstårta (‘tarta princesa’) es una tarta tradicional sueca consistente en capas alternas de bizcocho esponjoso, crema pastelera espesa y mermelada, cubiertas con una capa gruesa de mazapán. La cobertura de mazapán suele ser verde y estar espolvoreada con azúcar glas, decorándose a menudo con una rosa de mazapán roja. La receta original apareció por primera vez en el libro de recetas Prinsessornas kokbok en los años 1930, que fue publicado por Jenny Åkerström, la legendaria profesora de las hijas del príncipe Carlos y la princesa Ingeborg de Dinamarca, Marta y Astrid. El pastel se llamaba originalmente grön tårta (‘tarta verde’), pero recibió el nombre prinsesstårta porque se decía que las princesas estaban especialmente orgullosas de él.
Las variantes con mazapán de otros colores suelen llamarse prinstårta (‘tarta príncipe’).
Esta tarta se sirve en los restaurantes de la mayoría de tiendas IKEA.